# 金銀島 (舊金山)
金銀島（英語：Treasure Island）是美國舊金山灣裡一個位於舊金山和奧克蘭之間的人工島，為舊金山的一個新興社區。其人口普查區從金銀島全島向舊金山灣南北延伸，甚至包含其東南方的阿拉米達島西岸一角。金銀島在南端由一個小地峽與芳草島相連。根據美國人口普查局，金銀島和芳草島（音譯「耶巴布宜納島」）總共有陸地面積2.334平方公里（0.901平方英里），2010年人口普查時的人口為2,500人。島的名稱源自於著名小說《金銀島》，作者羅伯特·路易斯·史蒂文森曾於1879至1880年間居住於舊金山。
為了舉辦1939年的金門國際博覽會（Golden Gate International Exposition），金銀島於1936至1937年間由舊金山灣底清淤的泥土填海而成。為了紀念博覽會的舉行，金銀島被列入加利福尼亞州歷史地標之一。第二次世界大戰期間，美國海軍因戰爭緊急需要於1942年4月17日向舊金山取得金銀島，戰後海軍持續使用島上的軍事設施直到1997年關閉為止，2008年國會通過將島上土地，除了保留給聯邦公路管理局、勞工部、和海岸防衛隊的部分外，無償轉移給舊金山。
2011年6月8日舊金山市監事會議核准金銀島一項可容納1.9萬人的新社區開發案，由威爾森·米林·蘇利文（Wilson Meany Sullivan）、林納城市房地產公司（Lennar Urban）和肯伍德投資顧問公司（Kenwood Investments）在未來的20至30年間進行。
一項耗資15億美元，名為「金銀島開發案」的重開發計劃於2012年開始被執行。這個計劃將於島上增加最多8,000個住房單位、14萬平方英呎（13,000平方公尺）的商務和商店空間、10萬平方英呎 (9,300平方公尺) 的辦公室空間、三間飯店、和300英畝的公園。